# Gerhard Faller
Gerhard Faller (* 1. März 1935; † 11. Februar 2024 in Ludwigshafen) war ein deutscher Fußballspieler.

## Karriere

### Verein
Faller gehörte dem SV Phönix 03 Ludwigshafen als Abwehrspieler an und kam von 1953 bis 1961 in der Oberliga Südwest in 150 Punktspielen zum Einsatz, in denen er ein Tor erzielte. Mit drei vierten Plätzen (1956/57, 1957/58 und 1959/60) erzielte er mit seiner Mannschaft in einem Teilnehmerfeld von 16 Mannschaften das jeweils beste Ergebnis. Im Wettbewerb um den DFB-Pokal wurde er am 15. September 1954 im Tivoli im Wiederholungsspiel der Vorrunde bei der 0:4-Niederlage gegen Alemannia Aachen eingesetzt. Das Vorrundenspiel hatte einen Monat zuvor mit dem torlosen Remis n. V. im heimischen Südweststadion keinen Sieger hervorgebracht.

### Nationalmannschaft
Faller debütierte als Nationalspieler bei der Premiere der U23-Nationalmannschaft, die am 25. Juni 1955 in Frankfurt am Main 3:3 unentschieden gegen die Auswahl Jugoslawiens spielte; er wurde im Verlauf des Spiels für Hans Eder eingewechselt.